# Le Chantier des Gosses
Le Chantier des Gosses (Nederlands: De Kinderwerf) is een Franstalige zwart-witfilm geregisseerd en geproduceerd door de Waalse Jean Harlez. De film gaat over kinderen in de Marollen uit de jaren 1950. Hij duurt 76 minuten.

## Verhaal
De film speelt zich af op een braakliggend terrein dat tijdens de Tweede Wereldoorlog gebombardeerd werd, vlak naast het Justitiepaleis in Brussel. Op dat veld spelen de kinderen van de inwoners regelmatig. Op een dag komen er landmeters langs met het plan om er een gebouw te plaatsen. De kinderen verzetten zich tegen het bouwen en proberen de aannemers weg te jagen. De film duikt in de denkwereld van de kinderen die zich verzetten tegen de bouw.    

## Rolverdeling

### Acteurs en actrices
De  cast bestaat uit de plaatselijke kinderen tussen 4 en 14 jaar en enkele volwassenen.
- Armand Cwi
- Guy Didion
- Willy Peers
- Guy Donnée
- Pierre Massin
- Fernand Piette
- Freddy Piette
- Michel Fontaine
- Pierre Dumaine
- Marcel Dessart
- Paul Kuneben
- Raymond Coumans
- Mimi de Caritas
- Suzanne Cognioul
- Yvette Delvallez
- Gilberte David
- Jacqueline Piette

### Stemmen
Het geluid en stemmen werden pas later toegevoegd. De stemmen werden ingesproken door:
- Quentin Milo
- Jean Frosel
- Lucien Froidebise
- A. Marenzo
- André Lenormand
- A. Dister
- L. Becker
- L. Dewaels
- Marie-Jeanne Remy
- Suzy Falk
- Nicole Jacquemin
- Colette Forton
- Carine Sombreuil

## Productie
Het beeldmateriaal voor de film werd opgenomen in de Marollen tussen 1954 en 1956. In 1958 kon de film getoond worden. Door gebrek aan financiering werd pas 15 jaar later geluid aan de film toegevoegd, ingesproken door andere mensen dan de auteurs die in de film te zien zijn. De film werd uiteindelijk afgewerkt in 1970. Het kwam het in hetzelfde jaar uit en in 1971 kwam de televisievertoning. In 2014 werd de film gedurende zeven weken opnieuw vertoond in de Cinema Nova.
De acteurs, kinderen die in de wijk woonden, kregen vrij spel bij het filmen. Ze mochten doen wat ze wilden.
De stijl waarin de film gemaakt is, is Neorealisme. Het toont de gewone burger en hoe het leven er in 1950 aan toe ging in de Marollen.

## Ontvangst

### 1958
De pers reageerde enthousiast op de film toen die uitkwam in 1958 maar het mocht van de Belgische autoriteiten niet getoond worden op de Expo 58. Dat komt doordat het een negatief beeld bracht van Brussel. Het toont namelijk de verarmde kant van de stad.

### 1971
Toen de film in 1971 uitkwam, reageerde de pers negatief. Ze vonden het slecht gemaakt en amateuristisch. De beelden komen niet overeen met de klank die achteraf toegevoegd werd.